# Quentin de La Tour
Maurice Quentin de La Tour (Sant Quintí, 5 de setembre del 1704 - Saint-Quentin, 17 de febrer del 1788) va ser un pintor retratista francès del període rococó, especialitzat a pintar amb pastel. Entre els seus models i clients més famosos, hi hagué Voltaire, Lluís XV, i Madame de Pompadour.
Nasqué a Saint-Quentin, i era fill d'un músic que desaprovava la seva carrera de pintor. El 1719, amb quinze anys, La Tour anà a París, on entrà a l'estudi del pintor flamenc Jacques Spoede. En aquest període, s'inspirà en l'ús dels pastels de l'obra de Rosalba Carriera i conegué Louis Boullongne i Jean Restout. Posteriorment, anà a Reims el 1724, i a Anglaterra el 1725, i retornà a París per continuar els seus estudis, el 1727. Amb el seu retorn a París, començà a treballar amb el pastel.
El 1735, pintà un retrat de Voltaire al pastel, i obtingué força renom. El 1737, La Tour exposà una primera esplèndida sèrie de 150 retrats que figuraren com una de les glòries del Salon Paris en els 37 anys següents. Va ser capaç de dotar als seus models amb un distingit aire encisador i intel·ligent, i capturava la delicadesa de l'expressió facial.
El 1746 va ser acceptat a l'Acadèmia Reial de Pintura i Escultura, i el 1751 hi va ser promocionat a conseller. La Tour va ser nomenat retratista del rei el 1750, posició que mantingué fins al 1773, quan va patir una depressió nerviosa. Per un temps, el pintor Joseph Ducreux va ser el seu únic estudiant. Va crear una escola d'art i esdevingué un filantrop abans de restar confinat a casa seva per demència.
Es va retirar a l'edat de 80 anys a Saint-Quentin, on va morir el 1788.

## Galeria

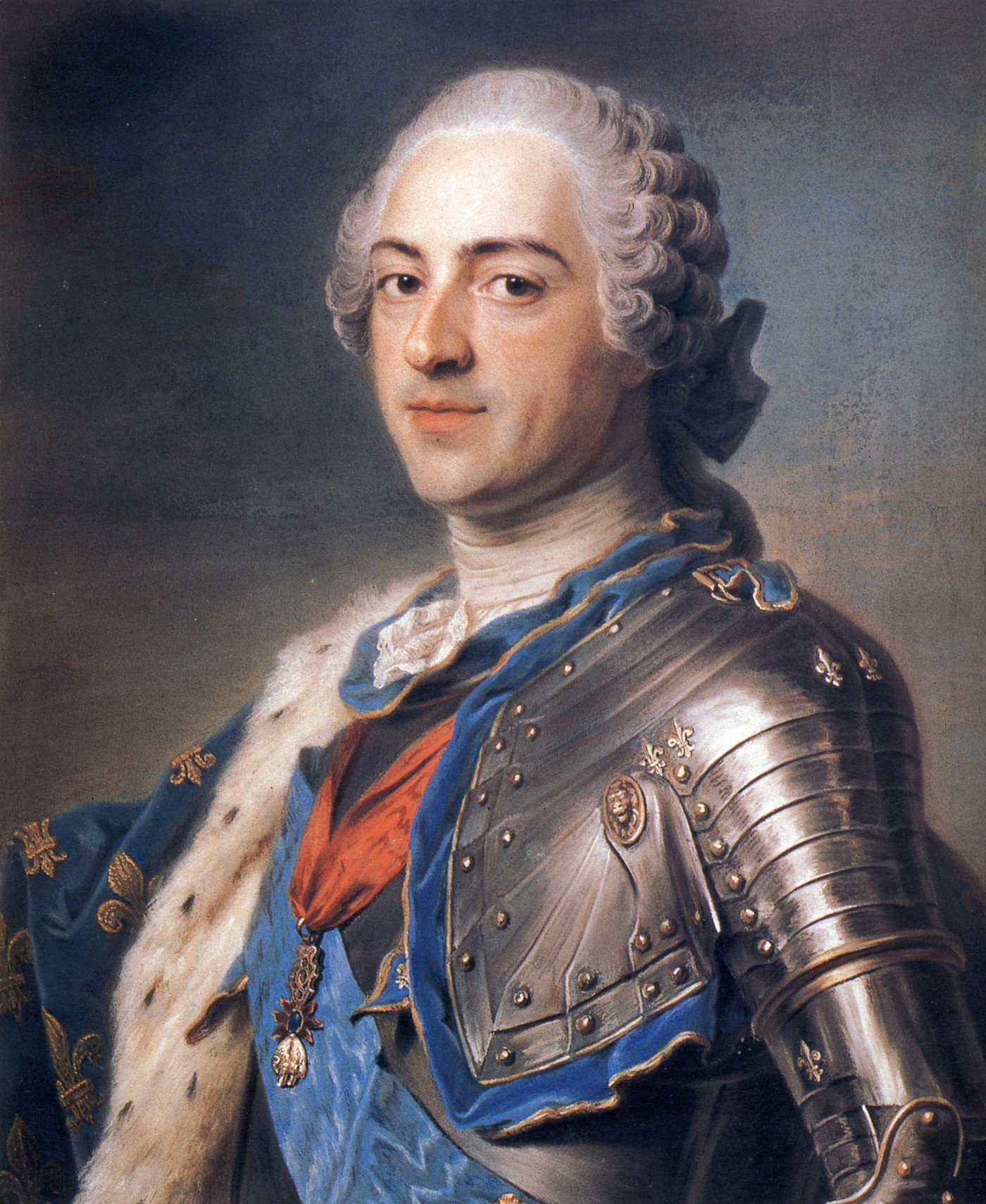
Lluís XV de França
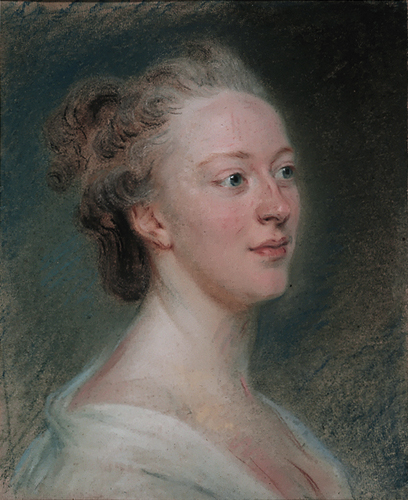
Isabelle de Charrière 1766
Madame de Pompadour
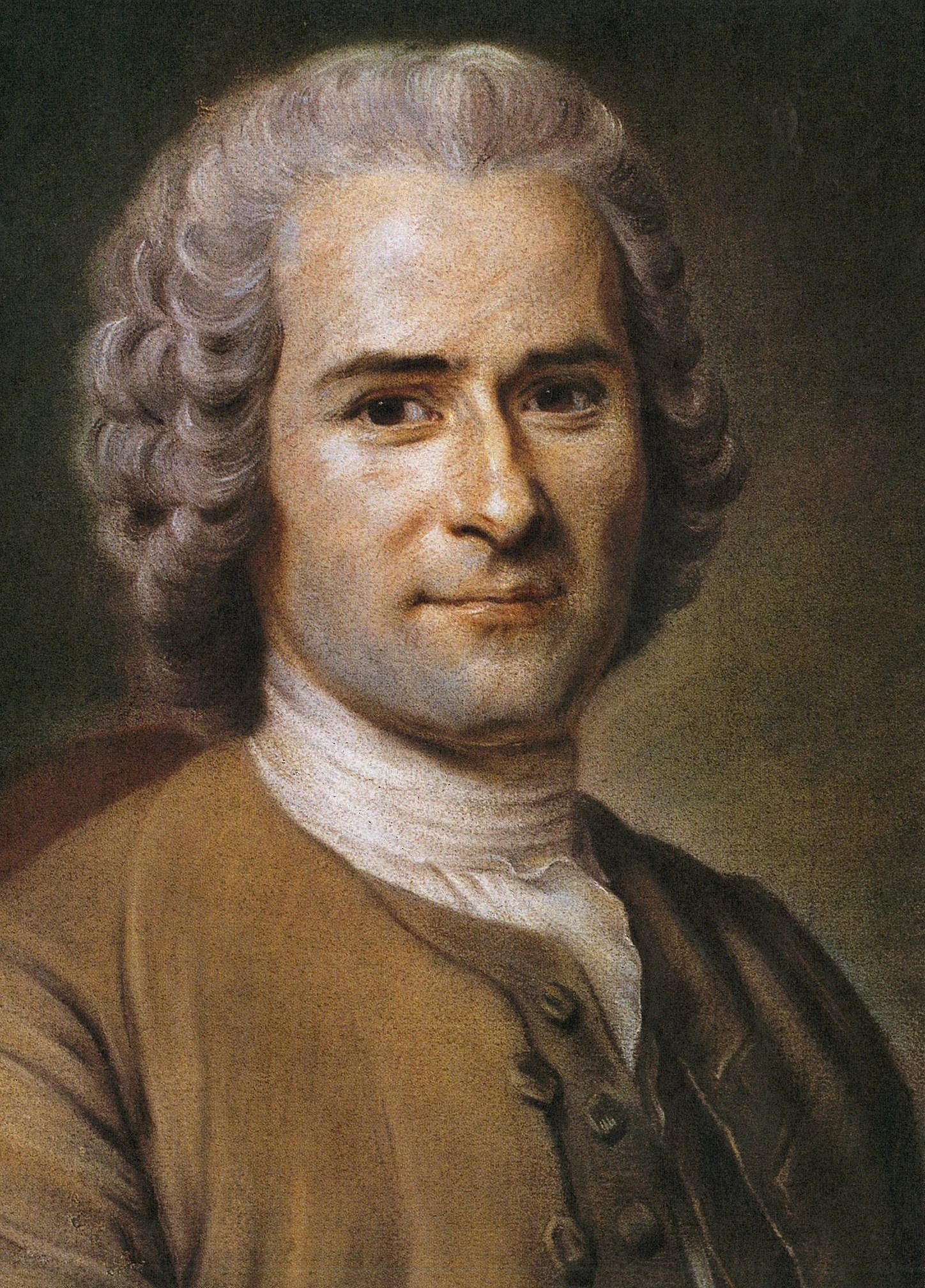
Jean-Jacques Rousseau
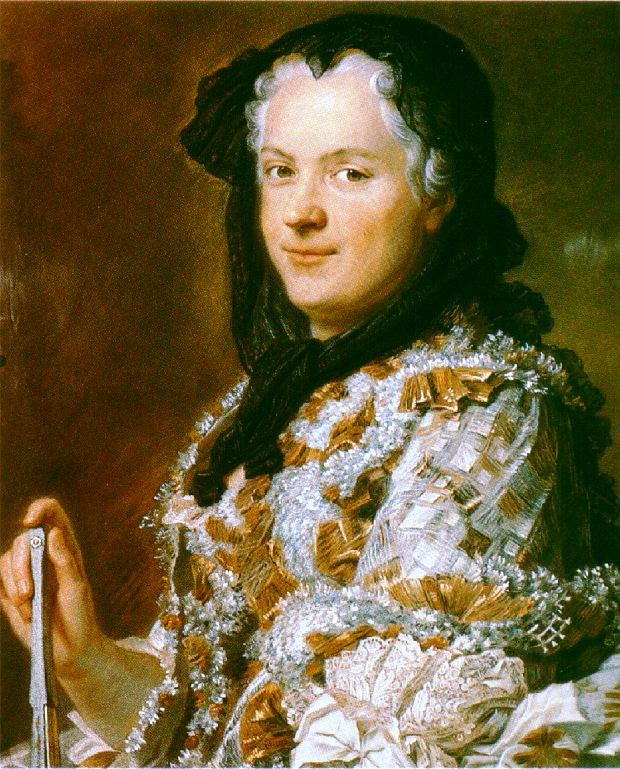
Reina Maria Leszczyńska
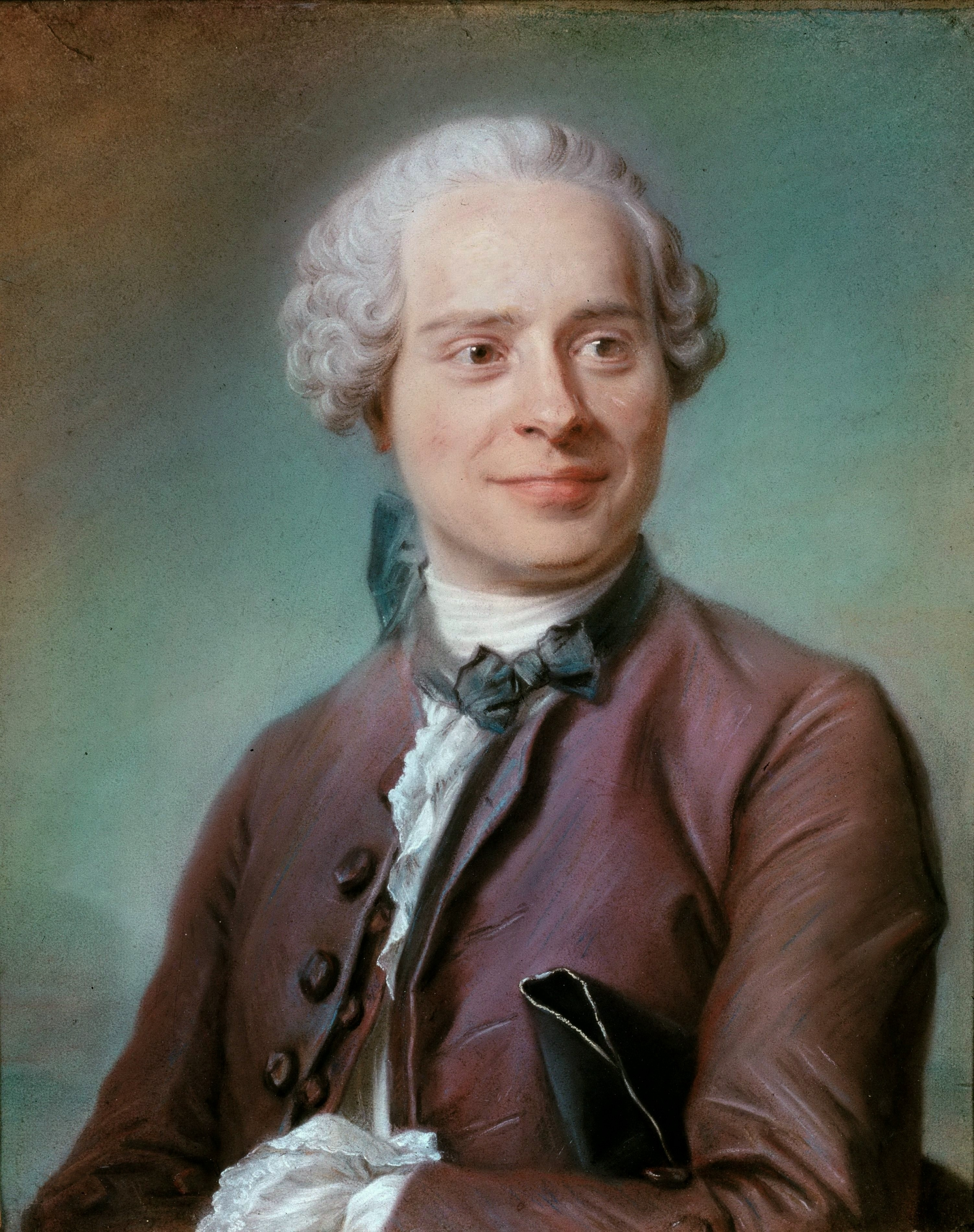
Jean d'Alembert
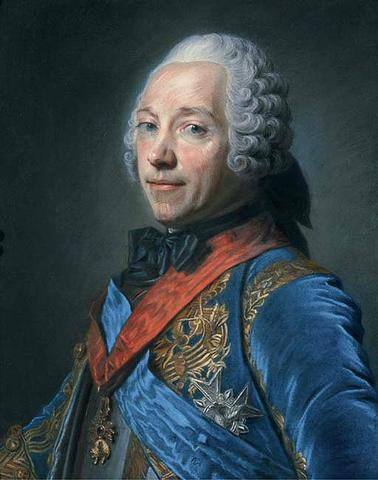
Charles Louis Auguste Fouquet
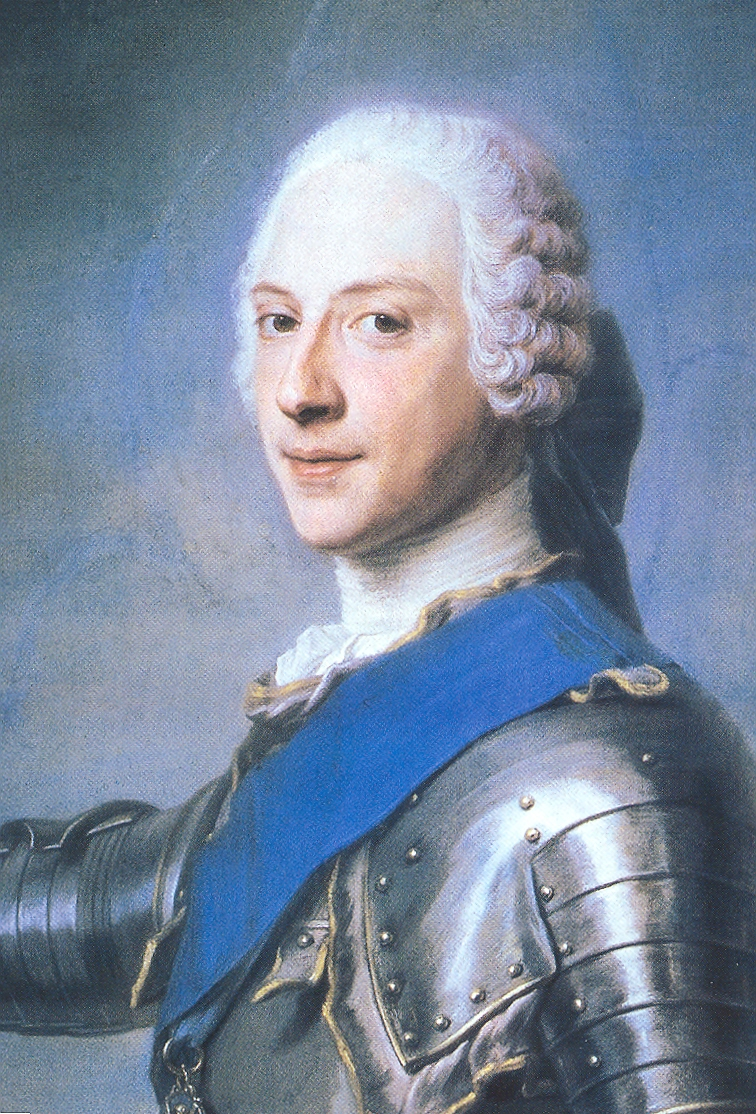
el príncep Henry Benedict Clement Stuart
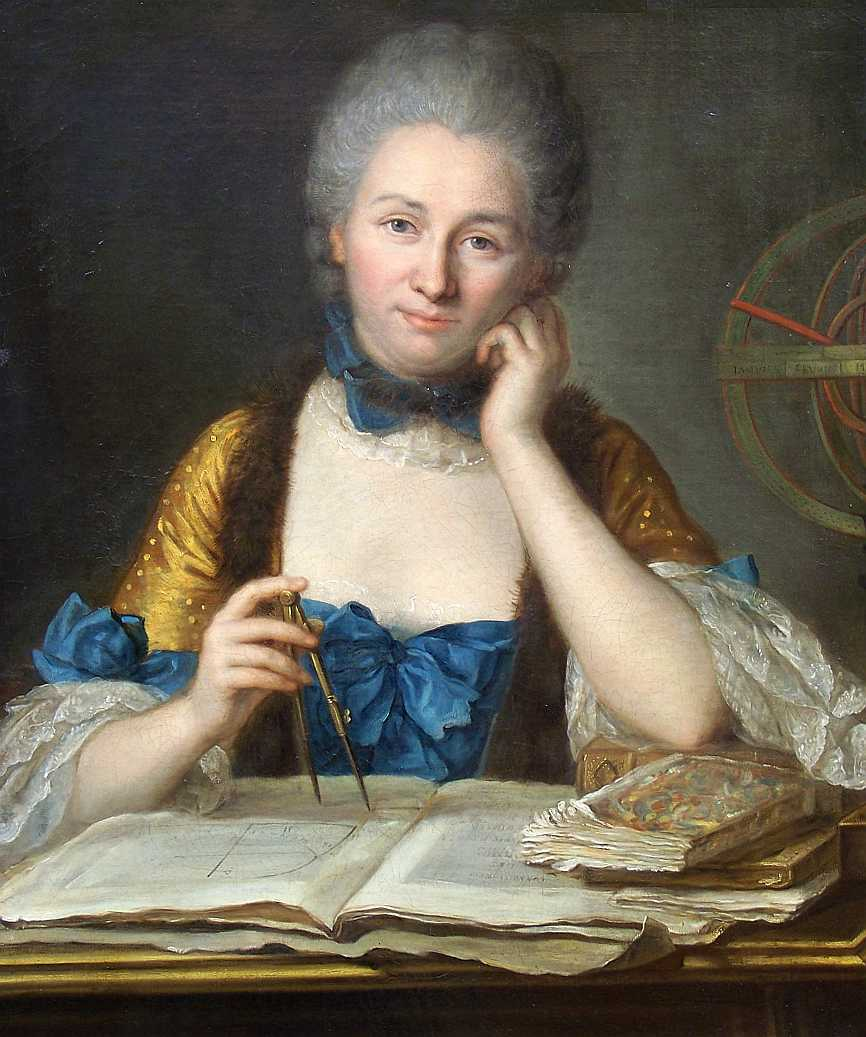
Émilie du Châtelet
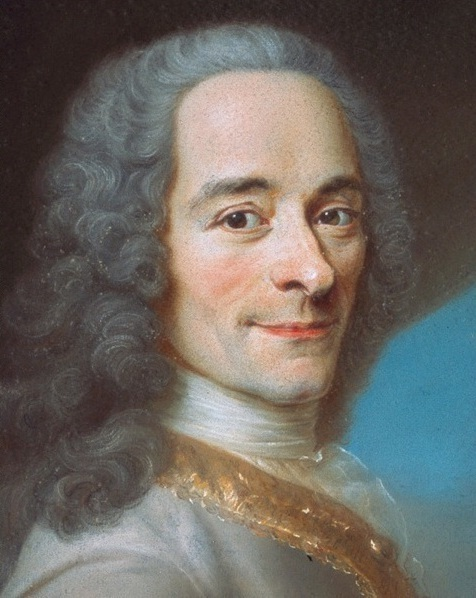
Voltaire